# Aschenbrödel
Aschenbrödel o Aschenbroedel (Cenerentola) è l'unico balletto scritto da Johann Strauss II e, dopo la sua scomparsa, portato a termine dal compositore Josef Bayer.

## Le origini

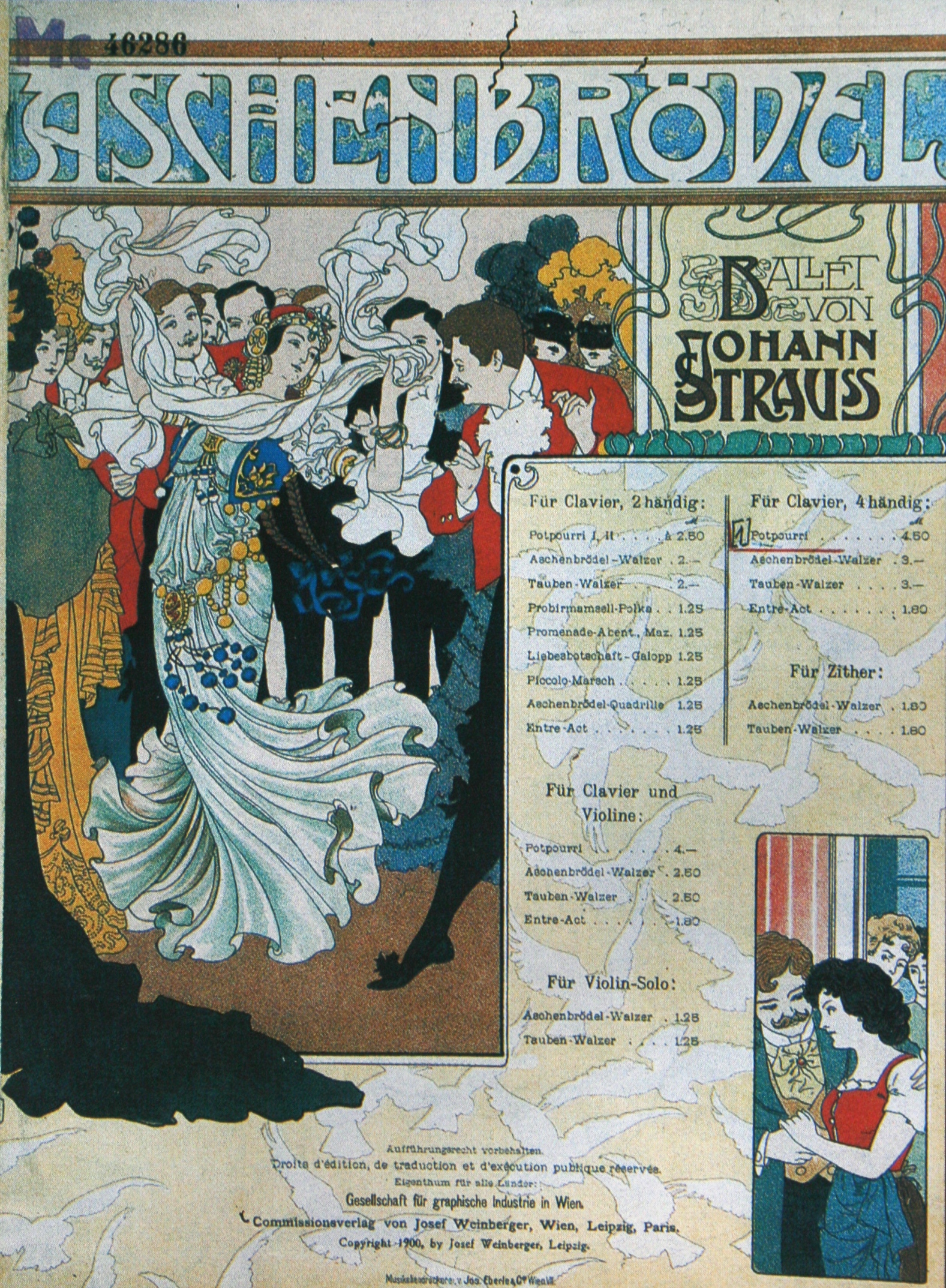
Frontespizio del balletto Aschenbroedel con l'indicazione delle diverse edizioni astampa.

Strauss accettò la proposta di scrivere un balletto dietro suggerimento di Rudolf Lothar (1865-1943), al tempo direttore della rivista Die salariale. Ciò era stato possibile soprattutto dopo che il noto critico musicale Eduard Hanslick, impressionato dalla partitura del balletto presente nel terzo atto dell'opera Ritter Pasman, aveva suggerito a Strauss di scrivere un balletto completo.
(Eduard Hanslick)
Il 5 marzo 1898 il settimanale Die Wage pubblicò le condizioni del concorso trovare un soggetto adeguato per il balletto Strauss che avrebbe poi debuttato al Wiener Hof-Operntheater (Teatro Reale dell'Opera di Vienna). Una giuria formata dal compositore, da Rudolf Lothar (direttore del giornale), da Nikolaus Dumba, da Eduard Hanslick e da Gustav Mahler (al tempo direttore del Teatro dell'Opera di Vienna), avrebbe valutato gli scritti inviati.
Il 1º maggio 1898, dopo aver ricevuto oltre 700 proposte provenienti da ogni parte del mondo, la commissione scelse una rielaborazione della fiaba di Perrault, Cenerentola, firmata sotto lo pseudonimo di A. Kollmann (il premio fu ritirato da un notaio e nessuno ha mai saputo la vera identità A. Kollmann).
Il libretto vincente era una versione aggiornata della nota favola della cattiva matrigna e delle sue due figlie che, in maniera crudele, fanno di tutto per vietare a Cenerentola di partecipare al ballo a palazzo. Nel libretto di Kollmann, l'azione si svolge all'interno di un grande magazzino alla fine del secolo, nel periodo del carnevale. Il principe (Gustav) della fiaba è stato trasformato nel proprietario del grande magazzino "Le Quattro Stagioni", la cattiva matrigna (Madame Léontine) compare come la direttrice del reparto di moda con le figlie (Yvette e Fanchon) mentre la figliastra, Greta (Cenerentola), è stata invece trasformata in una fattorina e modista nel negozio di Gustav, agli ordini della dispotica matrigna.
Strauss si mise al lavoro quasi immediatamente e, nell'inverno del 1898, aveva già completato il primo atto. Nella composizione vennero riutilizzate molte pagine che il compositore aveva creato precedentemente. Nel terzo atto si trova una csardas che era stata precedentemente elaborata per Il Pipistrello, poi alcune parti tratte dall'opera Ritter Pasman (1892) e dall'operetta Indigo und die vierzig Räuber (1871) mentre nel primo atto un organetto di barberia propone una citazione del celebre valzer del Danubio Blu.
Qualche mese dopo, il 3 giugno 1899, Strauss morì lasciando l'opera incompiuta, con la sola versione per pianoforte completa e l'orchestrazione del primo atto, lasciando numerosi abbozzi degli altri due.
Alla morte di Strauss, la moglie e l'editore si rivolsero al compositore Carl Millöcker che inizialmente accettò l'incarico, ma che fu poi costretto a rinunciarvi per gravi motivi di salute (Millöcker morì infatti qualche mese più tardi, il 31 dicembre 1899).

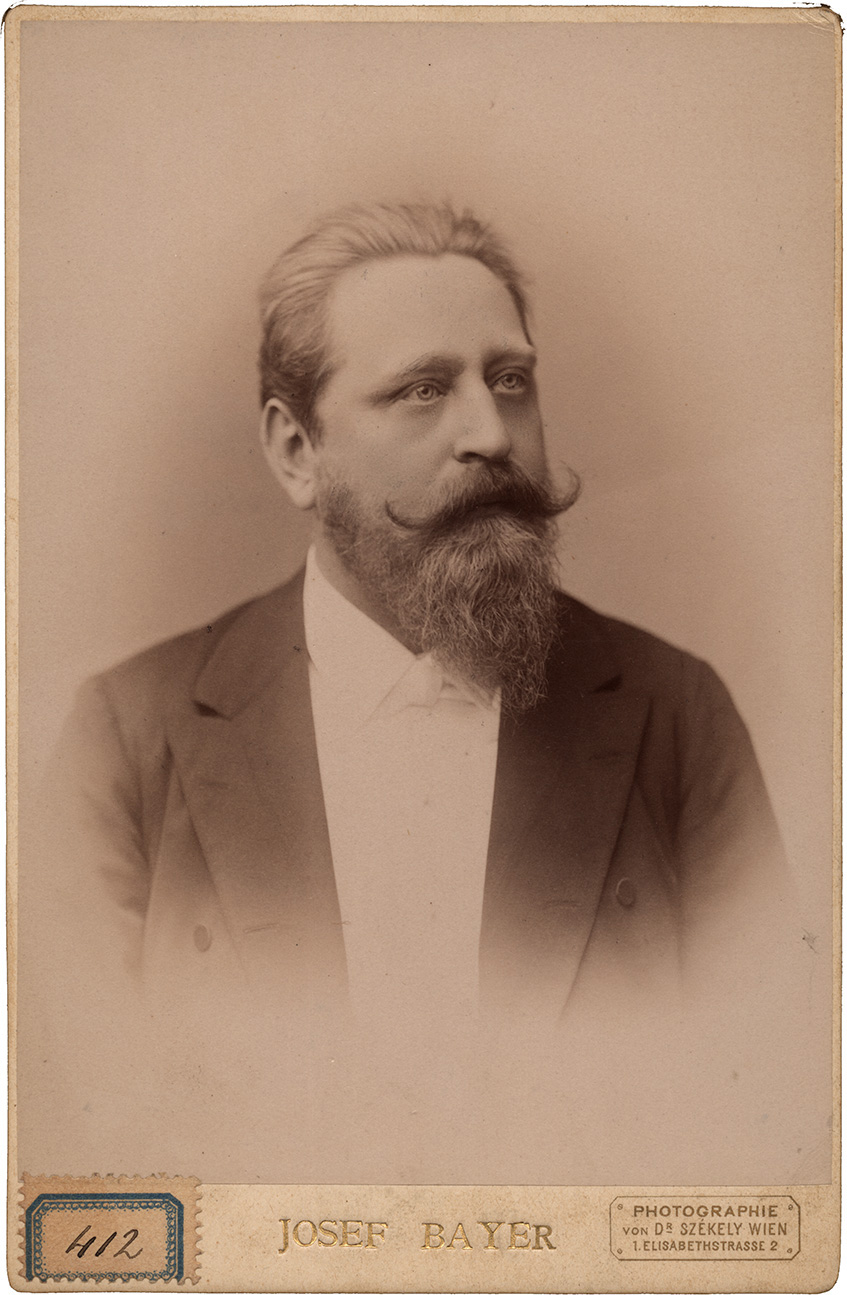
Josef Bayer

La partitura fu allora affidata a Josef Bayer (1852-1913), direttore del Balletto dell'Opera Reale di Vienna, già violinista nell'orchestra dell'Hof Operntheater e compositore di circa 22 balletti, tra i quali il grande successo Die Puppenfee (1888). Bayer accolse le clausole del contratto: il balletto doveva essere costituito unicamente da pagine di Johann Strauss con l'eccezione di passaggi di transizione o di piccoli interventi resi necessari da motivazioni tecniche.
Bayer completò la partitura nel 1900 e la presentò a Gustav Mahler per la futura produzione presso il Teatro di Corte di Vienna. Tuttavia Mahler non riuscì ad accettare l'arrangiamento musicale di Bayer, mettendone in dubbio l'originalità e non riconoscendo la mano di Strauss; perciò si rifiutò di ospitare la prima di Aschenbrödel al teatro dell'Opera come precedentemente concordato.
Adele Strauss e l'editore Josef Weinberger, cercarono un luogo alternativo per la prima rappresentazione di Aschenbrödel e la scelta finale cadde sul Staatsoper Unter den Linden di Berlino, alla presenza dell'imperatore Guglielmo II e con la partecipazione della ballerina di origine italiana Antonietta dell'Era.
La prima del 2 maggio 1901 diretta da Bruno Walter fu un successo, anche se Ignatz Schnitzer, ritenne l'orchestrazione di Bayer non all'altezza di quella di Strauss e le scenografie troppo modificate rispetto al progetto originale.
Quando Mahler lasciò l'incarico di direttore dell'Opera di Vienna, al termine della stagione del 1907, il nuovo direttore, Felix Weingartner, si affrettò a mettere in scena il balletto e la prima viennese di Cenerentola ebbe luogo il 4 ottobre 1908. Julius Korngold (1860-1945), successore di Eduard Hanslick come critico musicale della Neue Freie Pressee, padre del compositore Erich Wolfgang Korngold (1897-1957), scrisse a seguito della prima rappresentazione viennese del balletto di Strauss:
(Julius Korngold)
Il balletto venne eseguito regolarmente per sette anni, raggiungendo le quarantasei rappresentazioni, fino allo scoppio della prima guerra mondiale.
Josef Bayer non si limitò solamente a completare la partitura incompiuta di Strauss per Aschenbrödel, ma ebbe anche il ruolo di organizzare una serie di pezzi per le sale da ballo ispirate a motivi del balletto. Questi brani, protetti da copyright dell'editore Josef Weinberger, vennero pubblicati nel 1900 e successivamente adattati in varie edizioni per pianoforte, orchestra d'archi e banda militare.

## Parafrasi
Rielaborando i motivi e le più belle melodie del balletto Aschenbrödel, Josef Bayer ricavò una serie di brani per le sale da concerto:
- Aschenbrödel-Quadrille;
- Aschenbrödel-Walzer;
- Liebesbotschaft-Galopp;
- Tauben-Walzer;
- Promenade-Abenteuer, Polka mazurka;
- Piccolo-Marsch;